# Filterstraße 6 (Stralsund)

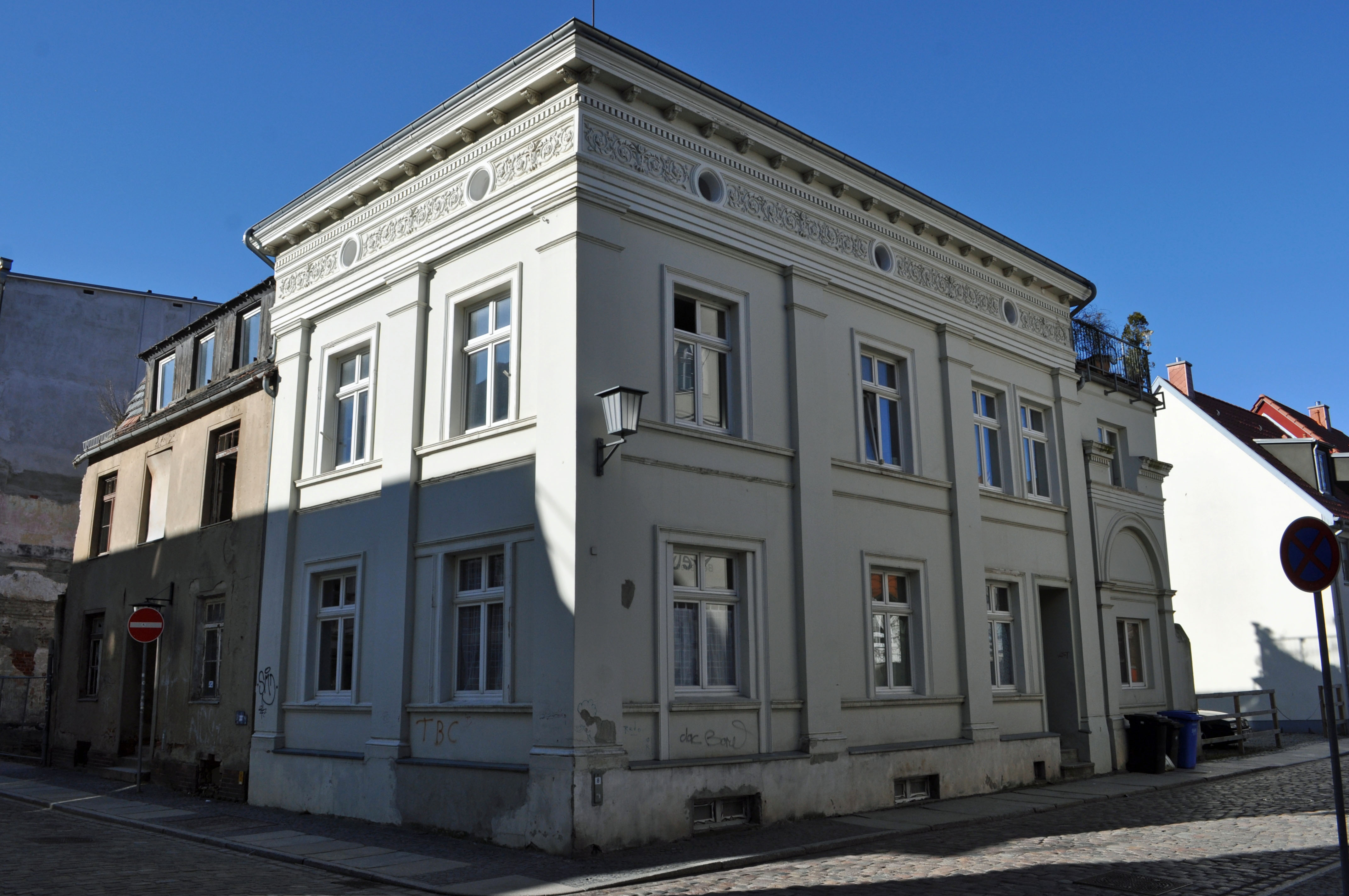
Das Haus Filterstraße 6 in Stralsund (2012)

Das Gebäude mit der postalischen Adresse Filterstraße 6 ist ein wegen seiner Fassaden denkmalgeschütztes Bauwerk in der Filterstraße in Stralsund, an der Ecke zur Langenstraße.
Der zweigeschossige Putzbau steht zur Filterstraße mit fünf Achsen und zur Langenstraße mit zwei Achsen.
Es erhielt seine heutige Fassadengestaltung um das Jahr 1870. Dabei wurde die Fassade im Stil des Spätklassizismus umgestaltet. Geschossübergreifende Pilaster tragen ein reiches Gebälk mit einem Konsolgesims und einen mit Akanthus gestalteten Fries.
Das Haus liegt im Kerngebiet des von der UNESCO als Weltkulturerbe anerkannten Stadtgebietes des Kulturgutes „Historische Altstädte Stralsund und Wismar“. In die Liste der Baudenkmale in Stralsund ist es wegen seiner Fassaden mit der Nummer 835 eingetragen.